# Кооперация
Кооперацията е сдружение на физически лица с променлив капитал и с променлив брой членове, които чрез взаимопомощ и сътрудничество осъществяват дейност за задоволяване на техни икономически, социални и културни интереси. Създават се от многобройни икономически субекти с цел успешно конкуриране на едрия капитал.
Днес кооперациите по света имат към 800 млн. членове и в тях работят около 100 млн. служители. Особен успех имат кооперациите в Европа, където те имат значителна роля, например в банковия и застрахователния сектор.
Някои видове кооперации са:
- жилищна кооперация
- потребителска кооперация
- трудова кооперация
- земеделска кооперация
- кооперативна банка

Кооперативните идеи и институции имат вековна традиция в България и останалите балкански държави. Те възникват през Османския период (XIV – XIX век), когато се заражда и разпространява задругата, най-старата кооперативна форма, а от началото на XX век претърпяват ускорено развитие до Втората световна война. Кооперациите възникват и еволюират както в резултат на специфичните политически и икономически условия във всяка страна, така и под силното влияние на идеите и практиките от Западна Европа и Русия. Най-развити са кредитните кооперации и популярните банки, които допринасят в голяма степен за изграждането и модернизацията на националните икономики през първата половина на XX век. Динамичното развитие на кооперациите е спряно от Втората световна война и налагането на социалистическия режим в България, Румъния и Сърбия. Преобразуването на голяма част от кооперациите и тяхната национализация от властта разрушават съществуващия кооперативен модел и водят до неговото изчезване. В постсоциалистическия период и понастоящем кооперациите са слабо развити и изправени пред множество предизвикалства и проблеми.

## Произход на понятието
Думата е с латински произход и навлиза в българския чрез посредничеството на руската кооперация, френската coopération или немската Kooperation. От представката co – „съ“, и съществителното operātiō – „деяние, усилие“.

## В България
През 1863 г. се създава първото в България кредитно кооперативно дружество.
Много преди тази дата се прилага коопериране под формата на задружен труд – жътварски чети, градинарски сдружения, овчарски къшли и други. Освен това има коопериране и в занаятчийството – дюлгерски чети, занаятчийски сдружения, рибарски сдружения и т.н.

### Съвременно състояние
Кооперацията в България е регламентирана в Закона за кооперациите. Изключение прави жилищно-строителната кооперация (ЖСК), чиято регламентация се съдържа в отделен закон – Закона за жилищностроителните кооперации. Норми, регламентиращи взаимозастрахователните кооперации, се съдържат и в Кодекса на застраховането.

### Образуване на кооперация
За да се създаде кооперация е необходимо да се проведе учредително събрание. В него могат да вземат участие само физически лица, т.е. кооперацията е само първично юридическо лице. Недопустимо е юридически лица да бъдат както учредители, така и членове на кооперация.
На учредителното събрание учредителите избират помежду си с обикновено мнозинство председател и секретар на събранието, които го ръководят.
След това с единодушие се приема устав, в който трябва да се посочат наименованието, седалището, адресът на управление, предметът на дейност, правата и задълженията на членовете, разпределението на печалбата, размерът на вноските и др. Уставът има задължително и незадължително съдържание, като част от задължителното подлежи на вписване в Търговския регистър.
Следващата стъпка е да се избере управителен и контролен съвет, което също трябва да стане с единодушие. Управителният съвет избира председател измежду членовете си.
Именно председателят е лицето, което трябва да подаде документите за регистрация. Вписването в Търговския регистър се обнародва в „Държавен вестник“.
Кооперацията трябва да започне да извършва дейност до една година от регистрацията си или в противен случай прокурор може да поиска от съда заличаването и от регистъра.
До регистрацията си тя може да извършва търговска дейност чрез своите учредители. Сделките се сключват от нейните учредители и последиците от тях се прехвърлят върху кооперацията след вписването и. Ако това не се случи, учредителите отговарят солидарно.

### Членове
Членството възниква по 2 начина – когато лицето е учредител или постъпи след регистрацията на кооперацията. Постъпването в учредена кооперация става чрез попълването на молба до управителния съвет. Молбата подлежи на одобрение от управителния съвет и общото събрание. Кандидат-член не може да бъде приет само след одобрение само на управителния съвет или само на общото събрание. След одобряването на лицето за член възникват правата и задълженията му като член-кооператор.
Правата и задълженията се делят на отменими и неотменими, законови и уставни, имуществени и неимуществени.
Права
- право на дивидент – най-важното имуществено право, което е отменимо (по решение на общото събрание дивидент може да не се разпредели)
- право на глас – най-важното неимуществено право. Дава право на титуляра си да взима участие в гласуването на общото събрание
- право да се ползва от дейността на кооперацията – неотменимо право, но кооператорът може да се откаже от него
- право на управление – кооператорът може да взима участие в заседанията на общото събрание, да се изказва, да прави предложения
- право на информация – включва в себе си възможността да се отправят питания към управителния съвет и негови членове, да се преглеждат счетоводните книги и да се информират за хода на кооперативните дела
- право на имуществен дял при прекратяване на членството
- право на социално и здравно осигуряване

Задължения
- задължение да се спазва уставът
- задължения за извършване на вноските посочен в устава-произлиза от задължението да се спазва устава
- задължение за оказване на помощ и сътрудничество
- задължение за спазване на решенията на управителните органи
- задължение за лично участие в дейността на кооперацията и др. определени в устава или закона

### Управление
Кооперацията има 3 групи органи на управление – задължителни, факултативни и свободно определени. Към задължителните спадат: общо събрание, контролен съвет, управителен съвет и председател. Като факултативен орган на управление се определя изпълнителнияг директор. Свободно определените са комисии, комитети и др.

#### Общо събрание
Това е върховен орган, чиято компетентност може да се раздели на три групи.
- законова компетентност
- уставна компетентност – чрез устава е възможно да се разширява компетентността на общото събрание за сметка на други органи, но това може да се прави само до определен обем. Не може да се изземват правомощия, за които закона изрично посочва, че се упражняват от другите органи на управление
- остатъчна компетентност – всички въпроси, които според закона или устава не са делегирани на други органи, са в кръга на правомощията на общото събрание

В общото събрание взимат участие всички членове на кооперацията. То взима решение по въпроси от трайно значение за кооперацията-разпореждане с недвижимо имущество, прекратяване с преобразуване и ликвидация, участие в кооперативни съюзи, образуване на кооперативни предприятия, изменение и допълнение на устава и др.
Общото събрание се свиква задължително веднъж годишно и могат да се провеждат извънредни събрание, чиито брой не е лимитиран. То се свиква на заседание от управителния съвет по негова инициатива, по инициатива на контролния съвет, изпълнителния директор, управителният съвет на кооперативния съюз с 1/3 от кооператорите. Ако управителният съвет не свика общо събрание, това се прави от контролния съвет. За целта се изпраща покана по начин, посочен в устава, която трябва да съдържа дневния ред. Взимане на решение по въпрос, който не е включен в дневния ред, е недействително, освен ако на събранието не участват всички членове и те няма нищо против това. За да са легитимни решенията на общото събрание е необходимо на него да вземат участие поне 1/2 от общия брой кооператори, а при промяна на устава, преобразуване и ликвидация – 2/3 от членовете. Решение се взима с явно гласуване с обикновено мнозинство, освен ако в устава не е предвидено друго – например 2/3 или единодушие. Всеки член на кооперацията има само 1 глас.

#### Управителен съвет
Първият УС се избира от учредителите, а следващите – от общото събрание на кооператорите. Неговият мандат е 4 години и не може да променян с устава или по решение на ОС. УС е подчинен по отношение на общото събрание. В случай че член на управителния съвет го напусне, бъде изключен или почине, общото събрание избира друго лице, което да изпълнява задълженията му в оставащия период от време. Членовете му не могат да са по-малко от трима, въпреки че няма законово фиксиран брой. Според закона броят им трябва да се определи от общото събрание, но масова практика е той да се посочва в устава.
УС заседава поне веднъж месечно, като се свиква от председателя по негова инициатива или на 1/3 от членовете му или от контролния съвет. Членовете му носят материална и организационна отговорност. Материалната отговорност се отнася до това, че дължат обезщетение за всички вреди, нанесени на кооперацията по време на управлението си. Организационната отговорност се свежда до възможността членовете на УС да бъдат освободени по всяка време, като не е необходимо това да е по законосъобразност. Правомощията на съвета се свеждат до осъществяване на оперативното ръководство на кооперацията – временно отстранява членове на кооперацията, назначава изпълнителен директор, комисии и други свои органи, свиква общото събрание, спира изпълнението на решения на изпълнителния директор и председателя, образува кооперативно предприятие и представлява кооперацията при участие в кооперативен съюз, представя пред ОС отчет за годишната дейност, баланса и разпределението на годишния доход на кооперацията и др.

#### Председател
Избира се измежду членовете на УС и задължително трябва да е член на кооперацията. За председател на взаимозастрахователна кооперация има и други изисквания като висше икономическо образование и опит в застраховането.
Той трябва да е пълнолетен и да не е поставен под запрещение. Имената му и неговото ЕГН подлежат на вписване в Търговския регистър, той трябва да представи и образец от подписа си.

#### Контролен съвет
Осъществява дейността по контрола, без да засяга върховенството на общото събрание. Осъществява и някои управленски функции като свикване на общото събрание и управителния съвет.
Следи дейността на кооперацията и контролът се осъществява в 2 насоки – спазване на нормативните актове и устава и опазване на кооперативното имущество. В изпълнение на тези задължения членове на КС взимат участие в заседанията на УС и имат съвещателен глас.
КС дава мнение по отчета и баланса, представяни от управителния съвет, свиква общото събрание и управителния съвет, иска отмяната на решения на общото събрание от съда в случай, че противоречат на закона или устава.
Компетентността на КС може да се разширява чрез устава, но не и да се ограничава.

#### Изпълнителен директор
Може да бъде избран от управителния съвет само в случай, че това е предвидено като възможност в устава. Не е необходимо той да е член на УС или кооперацията. На практика изпълнителният директор изземва голяма част от функциите на председателя и ръководи текущата дейност на кооперацията и нейната дейност. При назначаване на изпълнителен директор председателят запазва само 3 правомощия – свиква и ръководи заседанията на управителния съвет, представлява кооперацията в регистърното производство при промяна на вписаните обстоятелства, както и в управлението на кооперативния съюз, в който тя членува.